# Hampea bracteolata
Hampea bracteolata là một loài thực vật có hoa trong họ Cẩm quỳ. Loài này được Lundell mô tả khoa học đầu tiên năm 1977.